# 小田切昌一
小田切 昌一（おだぎり まさかず）は、江戸時代中期の甲府徳川家家臣。

## 経歴・人物
江戸・桜田邸において甲府藩主・徳川綱豊（家宣）に仕えた。